# Drottninggatan

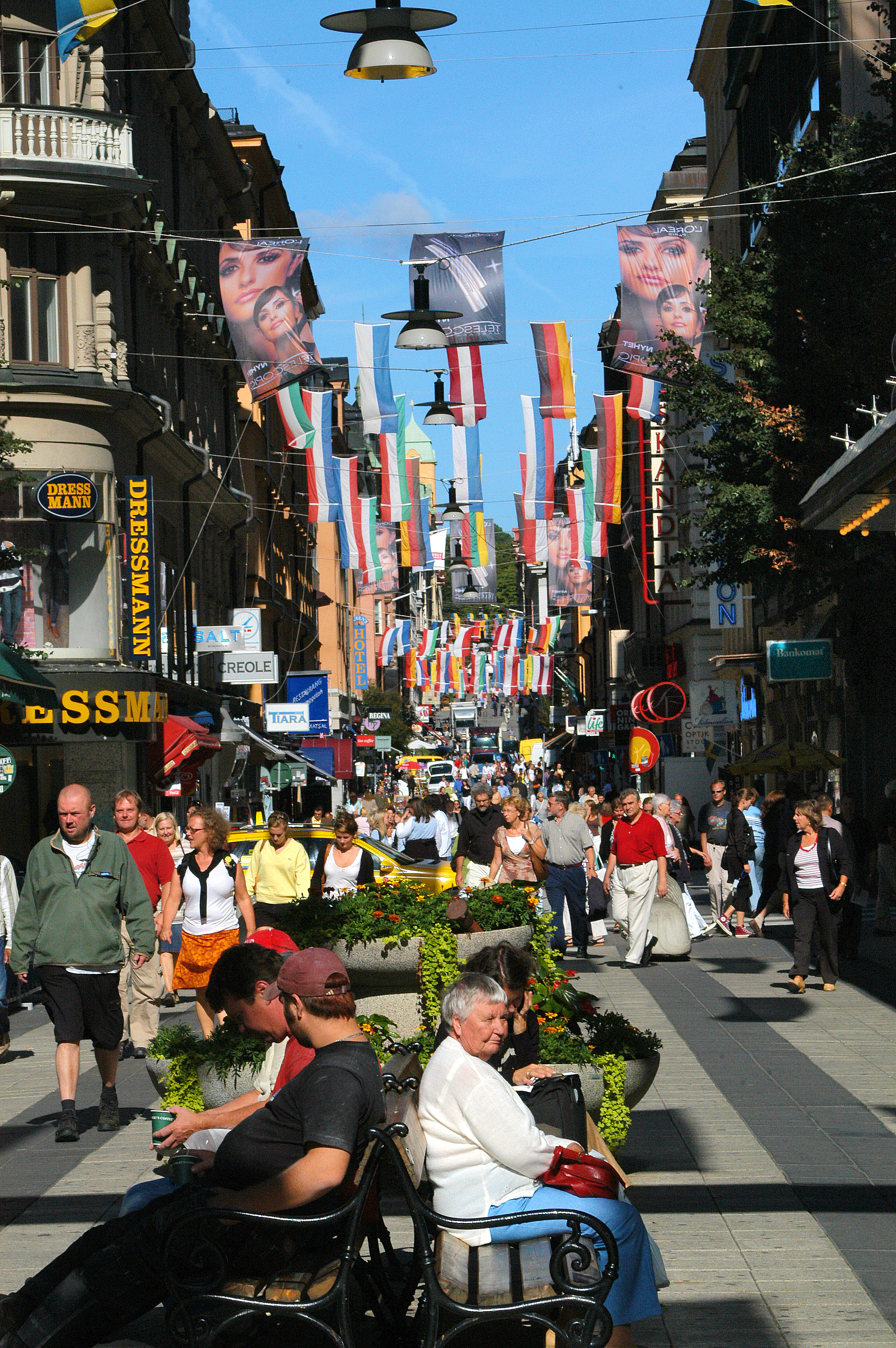
Drottninggatan

Drottninggatan (strada della regina) è la strada pedonale più famosa a Stoccolma. Collega il ponte Riksbron di Norrström, nel distretto di Norrmalm e il parco di Observatorielunden, nel distretto di Vasastaden.
Si colloca parallelamente tra Vasagatan e Sveavägen e incrocia con (in ordine da nord a sud): Fredsgatan, Jakobsgatan, Herkulesgatan, Vattugatan, Klarabergsgatan, Mäster Samuelsgatan, Bryggargatan, Gamla Brogatan, Kungsgatan, Apelbergsgatan, Olof Palmes Gata, Barnhusgatan, Adolf Fredriks Kyrkogata, Wallingatan, Kammakargatan, Tegnérgatan, Rådmansgatan, Kungstensgatan e Observatoriegatan.
Drottninggatan è quasi interamente pedonale ed è uno delle strade dello shopping svedese, uno dei negozi più grandi appartiene alla catena Åhléns. D'estate Drottninggatan si riempie di turisti.

## Storia
La strada venne costruita negli anni trenta e quaranta collocandosi in un'area costruita a griglia, il che fu un'innovazione nell'ambiente urbano di Stoccolma. Inizialmente fu chiamata Stora Konungsgatan ("grande strada del re"), successivamente rinominata Drottninggatan in onore della regina Cristina di Svezia che regnò dal 1632 al 1654.

### Attacchi terroristici
Drottninggatan è stata il centro di un attacco terroristico l'11 dicembre 2010. Taimour Abdulwahab al-Abdaly, cittadino svedese e originario iracheno, si fece esplodere da una delle sue bombe e altre due persone rimasero ferite. L'incidente rappresenta il primo attacco suicida mai verificatosi in Svezia.
Il 7 aprile 2017, la strada ha subito un altro attacco terroristico, un camion ha investito i pedoni finendo la sua corsa contro un edificio, il magazzino Åhlens provocando 5 vittime